# 沃什西尔瓦吉
沃什西尔瓦吉，是匈牙利沃什州所辖的一个村，总面积11.80平方公里，总人口413，人口密度35.0人/平方公里（2010年1月1日）。